# Sutrio

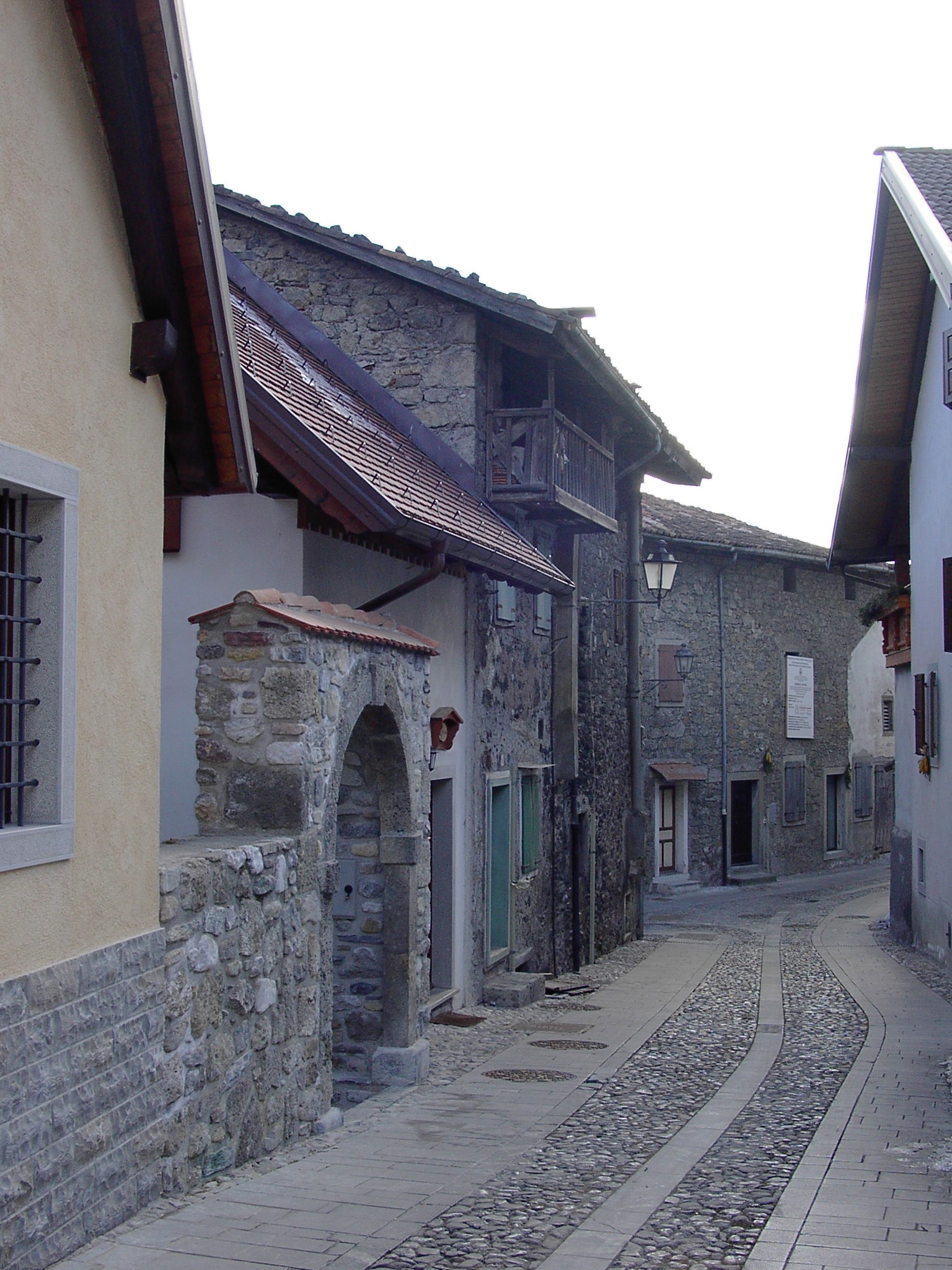
Straßenzug in Sutrio

Sutrio (im furlanischen Dialekt: Sudri) ist eine nordostitalienische Gemeinde (comune) mit 1225 Einwohnern (Stand 31. Dezember 2023) in der Region Friaul-Julisch Venetien. Die Gemeinde liegt etwa 53 Kilometer nordnordwestlich von Udine im Valle del But am But und gehört zur Comunità Montana della Carnia.

## Verkehr
Entlang des But führt die Strada Statale 52 bis Carnica von Tolmezzo zur österreichischen Grenze. Die frühere Strada Statale 465 della Forcella Lavardet e di Valle San Canciano (heute eine Regionalstraße) von Campolongo Maggiore kommend mündet hier in die Strada Statale 52bis ein.

## Persönlichkeiten
- Antoine Pellegrina (* 1933), französischer Radrennfahrer